# Al-Djulanda
Els Al al-Julanda o Banu l-Julanda (àrab: آل الجلندى, Āl al-Julandà o بنو الجلندى, Banū al-Julandà) fou una dinastia que va governar l'Imamat ibadita d'Oman. Ja regnaven al segle vii i apareixen encara al segle ix.
La família al-Julanda de la tribu dels Banu Maawil de Suhar dominava Oman al segle VII però s'enfrontava a altres tribus de l'interior dirigides per la dels al-Atik, sota la direcció de Lakit ibn Màlik al-Atikí. Estaven a punt de perdre el poder quan el 629 el general musulmà Amr ibn al-As fou enviat a la zona i va expulsar a les tribus atacants i va restablir als germans Jàyfar i Abd al-Julanda, caps de la dinastia governant, en tot el seu poder. Arran d'això, els dos germans van afavorir l'islam.
El 632, durant la Ridda, Lakit ibn Màlik al-Atikí va intentar altre cop prendre el poder i Amr va haver de sortir del país però el mateix 632 la revolta fou reprimida per Íkrima ibn Abi-Jahl, i durant força temps els al-Julanda van restar els sobirans absoluts d'Oman.
En temps del califa Uthman, va pujar al tron Abbad ibn Abd al-Julanda que va governar fins a la seva mort el 686 en lluita contra els khawàrij de la Yamana, i el van succeir els seus fills Saïd i Sulayman ibn Abbad al-Julanda. Aquestos dos germans foren expulsats d'Oman per al-Hajjaj ibn Yússuf (governador d'Iraq el 694) i el país unit al califat.

## Imams
Al-Julanda ibn Massud ibn Jàfar, de l'antiga família reial, havia adoptat les doctrines kharigites ibadites i el 749, en la part final de la guerra civil que va posar fi a la dinastia omeia i va portar al tron als abbàssides, fou escollit com a primer imam ibadita.
Va morir el 751 a mans de Khàzim ibn Khuzayma, general enviat pel califa as-Saffah. Durant uns anys el país fou teatre d'una virtual guerra civil entre el governador abbàssida i els al-Julanda i els ibadites. Finalment el 793 els ibadites van triomfar però van escollir un nou imam fora de la família al-Julanda, imam que va tenir residència a Nazwa, i pertanyé (excepte en algun cas aïllat) a la tribu dels Yàhmad.
A partir del 844 van esclatar noves lluites civils entre els al-Julanda i els ibadites a les que es van afegir les rivalitats tribals entre els Azd Uman i els Nizar. El 892 la tribu dels Banu Sama ibn Luayy va cridar en ajut contra els ibadites al califa abbàssida al-Mútadid (892-902); un general i governador hi fou enviat (Muhàmmad ibn Nur, governador de la província de Bahrayn o Aràbia Oriental) i el darrer imam Azzan ibn Tamim fou derrotat per les forces abbàssides el 893.

## Llista d'imams
| Imams                                          | Imams              | Tribu  | Residència | Començament del regnat | Referència |
| Transliteració dels noms àrabs                 | Noms en àrab       | Tribu  | Residència | Començament del regnat | Referència |
| ---------------------------------------------- | ------------------ | ------ | ---------- | ---------------------- | ---------- |
| Al-Julanda ibn Massud ibn Jàfar ibn al-Julanda | الجلندى بن مسعود   | Azd    | ?          | 751                    | [ 1 ]      |
| Muhàmmad ibn Abi-Affan                         | محمد بن أبي عفان   | Azd    | Nizwa      | ?                      | [ 2 ]      |
| Al-Wàrith ibn Kaab                             | الوارث بن كعب      | Yahmad | Nizwa      | 801                    | [ 3 ]      |
| Ghassan ibn Abd-Al·lah                         | غسان بن عبد الله   | Yahmad | Nizwa      | 807                    | [ 4 ]      |
| Abd-al-Màlik ibn Humayd                        | عبد المالك بن حميد | Azd    | ?          | 824                    | [ 5 ]      |
| Al-Muhannà ibn Jayfar                          | المهنا بن جيفر     | Yahmad | Nizwa      | 840                    | [ 6 ]      |
| As-Salt ibn Màlik                              | الصلت بن مالك      | Azd    | ?          | 851                    | [ 7 ]      |
| Ràixid ibn an-Nàdhar                           | راشد بن النظر      | ?      | ?          | 886                    | [ 7 ]      |
| Azzan ibn Tamim                                | عزان بن تميم       | ?      | Nizwa      | 890                    | [ 8 ]      |